# A Tribuna (Criciúma)
A Tribuna é um jornal diário em formato tablóide publicado no estado de Santa Catarina e pertencente ao Grupo A Tribuna. É um dos quatro veículos que compõem o Grupo de comunicação, do qual também fazem parte a TV Tribuna canal 12 da NET, a Rádio Som Maior FM e o portal Clicatribuna. É o jornal mais lido no sul de Santa Catarina desde 2009, segundo o Instituto de Pesquisa Catarinense (IPC). Em setembro de 2012, tornou-se o primeiro jornal da Mesorregião do Sul Catarinense a ser veiculado em edições totalmente coloridas.
A circulação do jornal A Tribuna é auditada pelo Instituto Verificador de Circulação, principal entidade do segmento no Brasil.